# Led Zeppelin
Led Zeppelin (рус. Лед Зе́ппелин, МФА: [ˌlɛd ˈzɛpˌlɪn]) — британская рок-группа, образовавшаяся в сентябре 1968 года в Лондоне, и признанная одной из самых успешных, новаторских и влиятельных в современной истории. Создав собственное звучание (для которого были характерны утяжелённый гитарный драйв, оглушающее звучание ритм-секции и пронзительный вокал), Led Zeppelin стали одной из ведущих групп хард-рока, сыграли основополагающую роль в становлении хеви-метала, свободно интерпретируя фолк- и блюз-классику и обогащая стиль элементами других музыкальных жанров (рокабилли, рэгги, соул, фанка, кантри).
Остаётся одной из наиболее успешных групп в рок-музыке: общемировой тираж их альбомов превышает 300 миллионов копий, 112 миллионов копий было продано в США (четвёртое место). Семь альбомов группы поднимались на вершину Billboard 200.
Занимает первое место в списке VH1 «100 величайших артистов хард-рока». Журнал Rolling Stone признал коллектив «самой тяжёлой группой» и «лучшей группой 70-х». В 1995 году Led Zeppelin были введены в Зал славы рок-н-ролла, в 2005 году получили Грэмми за вклад на протяжении всей карьеры (Grammy Lifetime Achievement Award), в мае 2006 года — Polar Music Prize.

## История

### Формирование группы
7 июля 1968 года, спустя восемь месяцев после ухода Джеффа Бека, окончательно распалась группа The Yardbirds. Джимми Пейдж, у которого остались как права на название коллектива, так и концертные обязательства, начал при поддержке менеджера Питера Гранта, до этого также работавшего с Yardbirds, подбирать новый состав музыкантов. Первым приглашённым стал Джон Пол Джонс, бас-гитарист, клавишник и аранжировщик, к тому времени уже имевший богатый опыт студийного сотрудничества со многими известными исполнителями (включая и The Yardbirds). Он прочёл статью в журнале Disc и по совету жены тут же позвонил Пейджу.
Первый кандидат на роль вокалиста, Терри Рид (как выяснилось, уже связанный контрактом с менеджером Микки Мо́стом), порекомендовал Пейджу обратить внимание на Роберта Планта, бирмингемского вокалиста, известного по участию в группах Band of Joy и Obs-Tweedle. Побывав на концерте последних в Уолсолле, Грант и Пейдж немедленно направили певцу приглашение присоединиться к новому составу и получили от него согласие. Гитариста особенно потрясло на этом концерте исполнение Плантом «Somebody to Love», песни Jefferson Airplane. «От этих первобытных завываний мне стало жутковато. Это был тот самый голос, который я искал. Он пел уже несколько лет и при этом оставался практически неизвестен. Как такое могло случиться, до сих пор понять не могу», — вспоминал он.
Пейдж пригласил Планта на борт собственного небольшого катера, и на просторах Темзы музыканты рассказали друг другу каждый о своих пристрастиях. Выяснилось, что Плант глубоко знает американский кантри-блюз (его любимыми исполнителями были Скип Джеймс, Букка Уайт, Мемфис Минни) и мифологию «Властелина колец» (отсюда и Obs-Tweedle — название группы). На Пейджа это произвело впечатление. Он сыграл на гитаре «Babe I’m Gonna Leave You», песню из репертуара Джоан Баэз, и рассказал, что хотел бы в этой вещи выявить светлые и тёмные стороны — предельно контрастно, в совершенно новом контексте. После этого дома у Пейджа они в течение некоторого времени изучали музыкальные пристрастия друг друга, прослушивая любимые записи (Бадди Гай, The Incredible String Band, Мадди Уотерс).
В числе кандидатов на оставшееся вакантное место ударника Пейджем рассматривались сессионные музыканты Клем Каттини (Clem Cattini) и Эйнсли Данбар (Aynsley Dunbar), Би Джей Уилсон из Procol Harum, Джинджер Бэйкер из Cream, а также некто Пол Фрэнсис (англ. Paul Francis). По рекомендации Роберта Планта в список кандидатов был включён ударник из Реддича Джон Бонэм. В июле 1968 года Пейдж и Грант, под впечатлением выступления Бонэма в составе группы Тима Роуза на концерте в Хэмпстеде, предложили тому войти в состав новой группы. Ударник, считая The Yardbirds «группой из прошлого, не имеющей будущего», поначалу отреагировал скептически; кроме того, у него уже имелись заманчивые предложения от Джо Кокера и Криса Фарлоу. Планту пришлось отправить восемь телеграмм в уолсоллский паб «Three Men in a Boat», где Бонэм был завсегдатаем; 40 телеграмм туда же отправил и Грант. В конечном итоге барабанщик принял предложение, решив, что музыка новой группы намного интереснее всего, что исполняли в то время Кокер и Фарлоу.
Свою первую репетицию квартет провёл в небольшой комнатке квартиры, располагавшейся под музыкальным магазином на Джерард-стрит в Сохо. Пейдж предложил для начала сыграть «Train Kept A-Rollin'», — трек из репертуара Yardbirds, популярный в рокабилли-версии Джонни Бернетта. «Едва только заиграл Джон Бонэм, как мы поняли: грядёт нечто выдающееся. С ним мы немедленно сомкнулись в единое целое», — вспоминал Джон Пол Джонс. Журнал Kerrang! так описывал эту первую репетицию группы:

…И вот четверо стоят лицом к лицу: волнением и предчувствиями пропитан воздух. 24-летний гитарист Джимми Пейдж и 22-летний бас-гитарист Джон Пол Джонс — уже опытные сессионные музыканты… Но оба впервые оказываются в одной репетиционной комнате с 19-летними Робертом Плантом и Джоном Бонэмом. Комнатка совсем маленькая: ме́ста в ней ровно столько, <сколько требуется>, чтобы вместить их четверых со своим оборудованием, и совсем уж крошечная, чтобы можно было скрыть некомпетентность, если она вдруг проявится. Выдав рифф, просто чтобы удостовериться в том, что звук из его динамика идёт «оглушающий», Пейдж бросает взгляд на Джонса и предлагает для начала пройтись по рок-н-ролльной классике: «Train Kept A Rollin’». Басист не очень-то с ней знаком, но — следует краткая инструкция, и старт взят. Бонэм за своей установкой — настоящий монстр; играет с мощью и самозабвением, каковых ни Пейдж, ни Джонс прежде не видывали. Вокалист — есть на что посмотреть: высокий, стройный, вьющаяся грива сотрясается в такт бою Бонэма; пронзительный вокал, подобный завыванию банши, разносится над всеобщим грохотом. Сочетание четырёх элементов столь мощное, что, закончив песню все четверо замирают и… разражаются смехом. Отчасти — от облегчения, отчасти — потому что понимают: только что с ними произошло что-то очень важное. Позже Пейдж не сможет вспомнить, какие ещё песни они вместе играли в тот вечер, — настолько потряс его тот изначальный звуковой штурм. И не раз ещё эти четверо музыкантов произведут тот же эффект.— Kerrang! # 1244, 2009. Род Йейтс

### The New Yardbirds
Через три недели после этой самой первой репетиции 7 сентября 1968 года квартет под названием The New Yardbirds дал свой первый концерт в копенгагенском клубе Gladsaxe Teen. Питер Грант подписался на восьмиконцертный скандинавский тур ещё до того, как The Yardbirds распались, и теперь он и Джимми Пейдж решили, вместо того, чтобы отменять выступления, использовать их в тренировочных целях. Тем не менее гитарист впоследствии признавался, что очень нервничал: «Мы действительно находились в смятении, за спиной имея лишь около 15 часов совместных репетиций», — говорил он.

…Нервозность рассеялась, едва только квартет вышел на сцену, где, помимо «Train Kept A Rollin’», исполнил песни, которые вскоре вошли в дебютный альбом, — «Communication Breakdown», «I Can’t Quit You Baby» и эпический джэм «Dazed and Confused». Позже тем же вечером The New Yardbirds выступили в «Pop-Club», Брондбю. Местный обозреватель писал об этом концерте: «Джимми Пейдж собрал новую группу. Музыка точно такая же, только лучше, чем когда бы то ни было». Планту, однако, досталось: «Несомненно, певец он хороший. Но ему ведь совсем не обязательно извиваться всем телом, как если бы у него только что лопнул аппендикс, верно?» Вскоре станет ясно: пресса так никогда до конца и не сможет принять Led Zeppelin.— Kerrang! # 1244, 2009. «In the Beginning». Род Йейтс
По возвращении квартет сыграл в студии с Пи Джей Проби: это был последний студийный день работы над его альбомом. «Я просто попросил их сыграть что-нибудь, пока не придумаю текст. Тогда они не были ещё Led Zeppelin. Они назывались The New Yardbirds и собирались стать моей группой», — вспоминал Проби. Действительно, в альбоме последнего Three Week Hero (1969) есть попурри «Jim’s Blues/George Wallace Is Rollin' In This Mornin'», где ему аккомпанируют все участники Lead Zeppelin, включая Планта на губной гармошке. Уже через 12 дней после завершения скандинавского тура квартет в лондонской Olympic Studios приступил к записи дебютного альбома.

#### Led Zeppelin

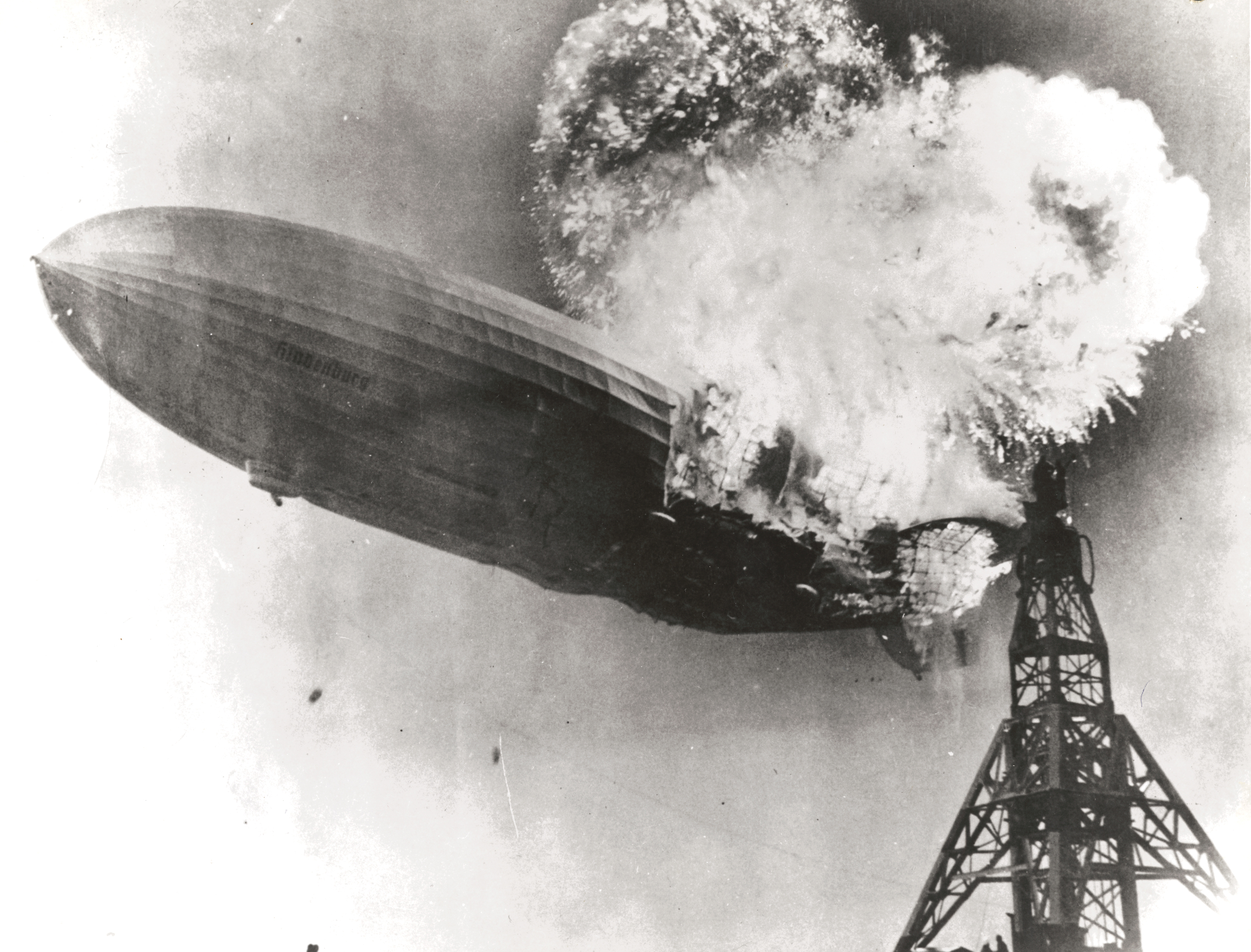
Горящий Hindenburg. Нью-Джерси, 1937. Фотоснимок, использованный для оформления обложки альбома Led Zeppelin

Принято считать, что невольным соавтором названия группы стал ударник The Who Кит Мун: именно он предположил, что они провалятся с таким названием как «свинцовый воздушный шар» (lead balloon)»), после чего Пейдж сменил название на Led Zeppelin (в честь дирижаблей типа «цеппелин»). Букву «а» в слове Lead опустили по предложению Питера Гранта: чтобы (как он заявил) «тупые американцы» (англ. thick Americans) не произносили название группы как «Лид Зеппелин». Однако позже Джон Энтвисл, басист The Who, утверждал, что эта история — не более, чем легенда: идея в действительности принадлежала ему, причём так (Led Zeppelin) он собирался назвать свой собственный сольный проект, о чём рассказал Ричарду Коулу, гастрольному менеджеру (сначала The Who, потом Yardbirds), который, в свою очередь, передал это Пейджу.
Журнал Kerrang!, уточняя хронологию событий и имена участников, Энтвистла упоминал вскользь, никак не подтверждая его версию:

Май 1966 года, IBC Studios, Лондон. Джимми Пейдж руководит студийной сессией: записывается «Bolero» Джеффа Бэка. В контрольном зале он присаживается покурить с Китом Муном, ударником The Who, который — наряду с бас-гитаристом Джоном Полом Джонсом и пианистом Ники Хопкинсом — также принимает участие в записи. Имея в виду калибр окружающих его музыкантов, Пейдж в шутку предлагает собрать новую группу, но с Джоном Энтвистлом из The Who вместо Джонса. Мун в восторге от идеи, но шутя говорит: группа рухнет как «свинцовый дирижабль» («lead zeppelin»). Два года спустя, раздумывая о названии группы, Пейдж вспоминает о реплике Муна. Проходя в спешке мимо менеджера Питера Гранта, он упоминает об этом: тот улыбается и кивает в знак одобрения. Позже Грант предложит писать название «Led Zeppelin», чтобы не возникло путаницы с произношением.Оригинальный текст (англ.)May 1966, IBC Studios, London. Jimmy Page is overseeing the recording of Jeff Beck's Bolero. In the control room he shares a smoke with The Who's drummer Keith Moon , who's playing on the session alongide bassist John Paul Jones and pianist Nicky Hopkins. Aware of the calibre of the musos aroun him, he laughingly suggests to form a band, but with The Who's bassist John Entwistle in place of Jones. Moon loves the idea, but jokes they'd go like a 'lead zeppelin'. Two years later, as Page is searching for a band's name, he recalls Moon's comment. Running it past Grant, the menager smiles and nods his approval. Later, Grant will suggest they spell it Led Zeppelin so there can be no confusion as to it's pronunciation.— Kerrang! № 1244, 2009. «In the Beginning». Род Йейтс
Сам Пейдж на вопрос Дэйва Шулпса из Trouser Press о том, кто же из двоих всё-таки предложил название, отвечал: «Мун, вне всяких сомнений, что бы ни говорил по этому поводу Энтвистл… Более того, я совершенно убеждён в том, что Ричард Коул и спросил <у Муна> разрешение на использование названия. Просто Энтвистл был расстроен тем, что те, первые Led Zeppelin так и не взлетели».

#### Контракт с Atlantic
25 октября 1968 года Led Zeppelin дали свой первый концерт в Университете графства Суррей, находящемся тогда в Баттерси. В организацию первого британского турне группы Пейдж вложил собственные сбережения (весьма скромные), заработанные в Yardbirds, а обслуживающий персонал, как вспоминал Плант, состоял из одного человека. Концерт группы в лондонском клубе «The Roundhouse» 9 ноября стал праздничным: он был приурочен к свадьбе Роберта Планта.
В ноябре 1968 года в Нью-Йорке, Питер Грант выбил у Atlantic Records гигантский аванс в 200 000 долл.: подобных сумм от записывающих компаний никогда прежде только что образовавшиеся группы не получали. Atlantic отдавал до тех пор предпочтение блюз- и джаз-року, а также исполнителям музыки соул, но в конце 1960-х годов его руководство заинтересовалось британскими группами прогрессивного рока. Распространено мнение, что с Led Zeppelin компания заключила контракт заочно, всего лишь по рекомендации Дасти Спрингфилд. Однако, Джимми Пейдж утверждал, что Atlantic давно мечтали переманить его к себе.

Они следили за моими работами в Yardbirds… так что, сразу нами заинтересовались. Я дал им понять, что предпочел бы непосредственно лейбл Atlantic, а не их рок-филиал Atco Records, где записывались Sonny and Cher и Cream, потому что не хотел находиться в такой компании, мечтал ассоциироваться с чем-то более классическим…— Джимми Пейдж. Интервью журналу Guitar World, 1993

#### Первое американское турне
Питер Грант решил, что группе необходимо выступить в Америке. Он воспользовался тем, что Jeff Beck Group отменили тур в поддержку Vanilla Fudge (группы, также записывавшейся на Atlantic Records), позвонил организаторам концертов и предложил им взамен новую группу, а заручившись согласием, поручил Ричарду Коулу провести это мини-турне. 23 декабря Коул встретил группу в Лос-Анджелесе, разместил музыкантов в гостиничном номере «Шато-Мормон» на Сансет-Стрип и тут же организовал концерты в нескольких популярных клубах, в частности, «Whisky a Go Go». 26 декабря Led Zeppelin официально дебютировали на американской сцене в Денвере, штат Колорадо, куда их пригласил промоутер Барри Фей, сыграв с Vanilla Fudge, Taj Mahal в качестве открывающей группы. На местную прессу это выступление впечатления не произвело; негативной была и реакция журнала Rolling Stone.
Группа вылетела в Калифорнию и здесь произвела фурор концертами в сан-францисском зале Filmore Auditorium, где, выступив в первом отделении, затмила признанных звёзд, Taj Mahal и Country Joe and the Fish. На заключительном концерте тура в зале Filmore East 31 января Iron Butterfly даже отказались после Led Zeppelin выходить на сцену. Пейдж вспоминал, как «…со сцены чувствовал, что с публикой происходит что-то необыкновенное… Словно в зале прежде был вакуум, и мы явились, чтобы его заполнить».

### 1969—1980

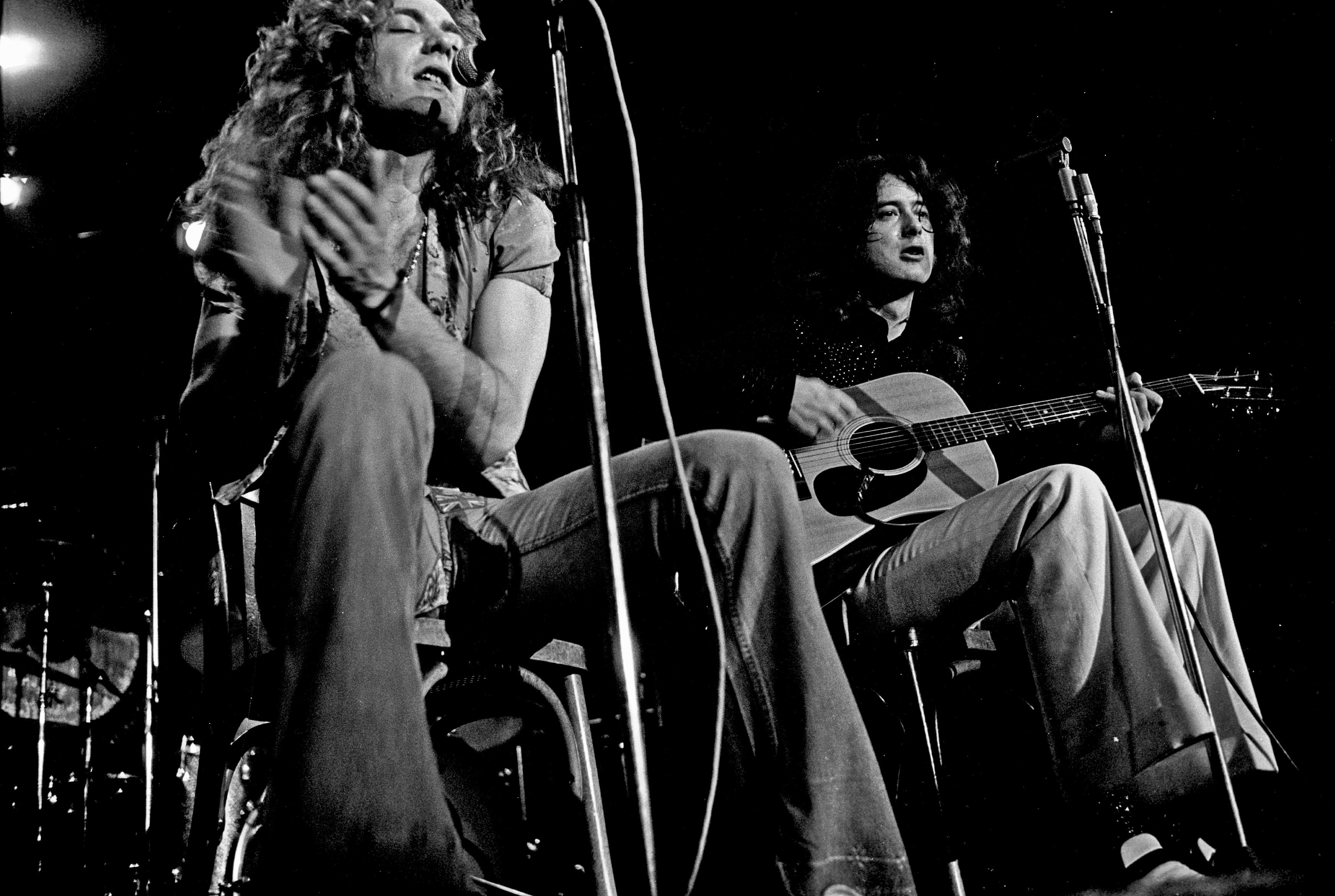
Плант и Пейдж дают акустический концерт в Гамбурге в марте 1973 года, незадолго до выхода пятого альбома группы Houses of the Holy

Работа над дебютным альбомом началась осенью 1968 года в лондонской Olympic Studios, когда группа называлась ещё The New Yardbirds. Для Планта это был первый опыт работы в профессиональной студии звукозаписи. «Звук был необычайно тяжёлым и мощным… Мой голос тогда оставлял желать лучшего, но наш энтузиазм в сочетании с отлично звучащей гитарой Джимми… это было просто убойно», — вспоминал вокалист. Альбом, названный просто Led Zeppelin, вышел 17 января 1969 года в США и 28 марта в Великобритании.
Из репертуара The Yardbirds в альбом были включены две композиции: «Dazed and Confused» и «How Many More Times»; «Babe I’m Gonna Leave You» (в аранжировке, заимствованной у Джоан Баэз) предложил Роберт Плант. Пейдж говорил впоследствии, что намеренно составил дебютный альбом из материала, хорошо обыгранного в ходе скандинавских гастролей. В песенные аранжировки были включены некоторые студийные импровизации, но масштабы их было сознательно решено свести к минимуму.
В отличие от The Beatles или The Rolling Stones, Led Zeppelin не имели студийного ментора (вроде Джорджа Мартина или Джимми Миллера). Музыкальным мозгом группы стал Джимми Пейдж, у которого накопилось множество новых идей ещё со времён Yardbirds. «Там мне позволялось много импровизировать на сцене, и я начал постепенно создавать 'дневник новых идей', который затем использовал в Zeppelin. Но помимо старых идей возникла новая: на основе акустических звуковых полотен создать звучание, в котором соединились бы блюз, хард-рок и акустика — с мощными рефренами, всё это венчающими. Музыка, в которой было бы множество цветов и оттенков», — позже вспоминал он. Пейдж, постоянно экспериментировавший со звуком, проявил себя как продюсер-новатор, самостоятельно выстроив уникальное звучание Led Zeppelin, создав и воплотив в жизнь новые студийные эффекты (в частности, «опережающее эхо»).
Утяжелённый блюз-рок (который уже играли до этого The Yardbirds, Cream, The Jimi Hendrix Experience), получил в этих экспериментах качественно новое развитие: Led Zeppelin I был признан впоследствии поворотным пунктом в развитии хард-рока и хэви метал.
Успешное американское турне сделало своё дело: заказы на дебютный альбом Led Zeppelin составили около 50 тысяч экземпляров. Записанный за 30 часов и обошедшийся группе (по свидетельству менеджера Питера Гранта) в 1750 фунтов, Led Zeppelin I к 1975 году собрал 7 миллионов долларов. Альбом поднялся до #10 в Billboard 200 и до #6 в UK Albums Chart, став впоследствии мультиплатиновым.
Дебютный альбом группы был в целом благоприятно встречен критикой, но некоторые издания, в частности, еженедельник Rolling Stone, обвинили группу в излишне свободном обращении с классикой блюза (граничившем с плагиатом), что положило начало многолетней негласной войне Led Zeppelin с прессой, усугублявшейся агрессивной тактикой Питера Гранта. Тем не менее к моменту начала работы над вторым альбомом и прежде благоволившее к Led Zeppelin руководство Atlantic Records, по словам Пейджа, от группы «окончательно впало в экстаз».

#### Led Zeppelin II
Завершив в феврале европейский тур, Led Zeppelin 21 марта дали единственный концерт для британского телевидения, исполнив «Communication Breakdown» в программе BBC2 How Late It Is. Два дня спустя квартет записался на радио в программе Джона Пила Top Gear. После короткого отдыха в апреле группа отправилась во второе американское турне. Если первая поездка оказалась убыточной, то вторая принесла группе (после подсчёта всех расходов) прибыль в сумме 150 тысяч долларов.
По возвращении группу 27 июня пригласили выступить на BBC 1 в лондонском зале Playhouse Theatre для телепрограммы In Concert. Сыграв на фестивале блюза и прогрессивного рока в Бате, Led Zeppelin дали успешный концерт в лондонском Ройал Алберт-холле, после которого отношение к ним на родине впервые резко переменилось к лучшему. Пробыв июнь дома, группа 5 июля начала третьи американские гастроли выступлением на поп-фестивале в Атланте, Джорджия.
Всего за 1969 год Led Zeppelin провели 4 американских и 4 британских концертных турне (из 139 концертов лишь 33 были проведены в Британии), из крупных мероприятий (в силу объективных причин) пропустив лишь Вудсток. 17 октября, открыв четвёртый американский тур, квартет стал первой рок-группой в истории, приглашённой выступить в нью-йоркском Карнеги-холле. Повсеместно не только на зрителей, но и на музыкальных критиков произвела впечатление свобода творчества, царившая на сцене. Ни одно из выступлений группы не походило на другое, композиции постоянно видоизменялись в ходе импровизаций. Роберт Плант вспоминал:

«How Many More Times» непременно включала в себя «As Long As I Have You» Мемфис Минни или «Fresh Garbage» Spirit, плюс ещё миллион песенных кусочков выползали откуда-то из дебрей. В этом и состояла для меня красота Led Zeppelin. «Whole Lotta Love» становилась постепенно эквивалентом «How Many More Times» благодаря пространным мидл-секциям. Есть бутлеги, которые просто радостно слушать — как «Smokestack Lightning» переходит в «Hello Mary Lou», а мы подбрасываем один кусок за другим из вещей, которые никогда не репетировали. На некоторых концертах я начинал петь что-нибудь — просто чтобы узнать, известны ли остальным <музыкантам> аккорды. Это была своего рода живая энциклопедия: типа — я знаю вот эту песню, старый би-сайд Ларри Уильямса, а вы? И начиналось! Временами мы играли очень странные вещи: «Dazed & Confused» менялась постоянно в каждой из своих частей… Стоя сбоку за кулисами с сигаретой, я думал: бог мой, это же замечательно!Оригинальный текст (англ.)'How Many More Times' always included 'As Long As I Have You' by Memphis Minnie and 'Fresh Garbage' by Spirit, a million other songs creeping out of woodwork. That was the beauty of Led Zeppelin, I guess. 'Whole Lotta Love' would become the equivalent of 'How Many More Times' for the extended mid sections and some of the bootlegs are really glorious to hear, how we went from 'Smokestack Lightning' into 'Hello Mary Lou', dropping bit by bit without even rehearsing. Some nights I'd try and sing things just to see if anybody knew the chords. It was a kind of encyclopaedia, like — I know the song, that's an old Larry Williams B-side, do you? — and off we go! It times we were playing really odd stuff, especially 'Dazed & Confused' — it was changing all over the place moving left right and center, weaving around... I used to stand with cigarette at the side of the stage and think: My goodness me, this is remarkable.— Алан Фриман. «The Mighty Arms of Atlas 2». BBC Radio 2
При этом концерты группы в США практически не рекламировались; информация о группе распространялась, как писал позже К. Кроу, «не через печатные издания, а через разговоры на задних сиденьях автомобилей, по телефону или по радио».
Альбом Led Zeppelin II записывался в нескольких американских студиях — по мере продвижения группы по стране. Испытывая острый недостаток оригинального материала, квартет как минимум три трека («Whole Lotta Love», «The Lemon Song», «Bring It On Home») выстроил на основе блюзовых стандартов, входивших в его тогдашний концертный репертуар.
Между тем, именно во втором альбоме Роберт Плант впервые заявил о себе как интересный автор текстов («What Is and What Should Never Be», «Thank You»). Здесь же появились первые указания («Ramble On») на интерес Пейджа и Планта к мистицизму вообще и творчеству Толкина в частности. Спонтанно созданный, импровизированный альбом вышел 22 октября 1969 года и уже на следующий день (только по числу почтовых заявок) разошёлся полумиллионным тиражом, став золотым. Спустя три недели он оказался на 2-м месте в списках Billboard 200, а затем вышел на вершину (оттеснив битловский Abbey Road) где оставался 7 недель; альбом возглавил также британские списки. Led Zeppelin II до сих пор присутствует в сотне лучших рок-пластинок «Биллборда» и является в США одним из трёх самых продаваемых альбомов всех времён.
Вопреки желанию участников группы, считавших свои альбомы «неделимыми», Atlantic Records выпустили сорокапяткой укороченную (до 3:10) «радиоверсию» «Whole Lotta Love», поднявшуюся до #4 в США. Питер Грант и участники Led Zeppelin впоследствии не раз заявляли, что этот сингл официальным релизом не считают. С «Whole Lotta Love» был связан и другой скандал: она являлась обработкой старой песни Вилли Диксона, имя которого в связи с авторством нигде упомянуто не было. Компания Chess Records 15 лет спустя подала на группу в суд и выиграла дело.

#### Led Zeppelin III

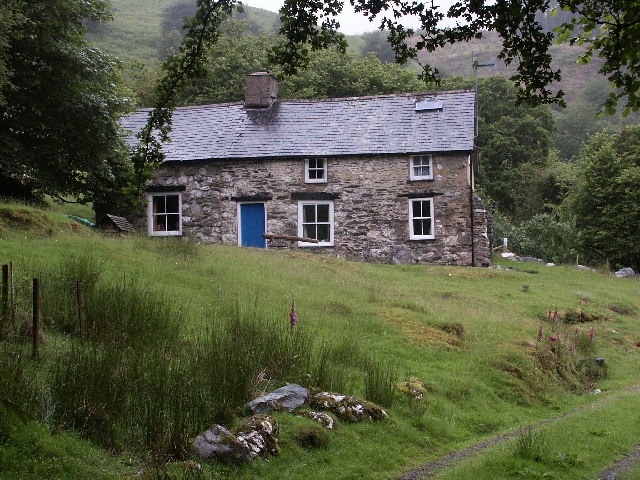
Коттедж Брон-Эр-Айр

1970 год Led Zeppelin открыли британскими гастролями, в ходе которых дали концерт в лондонском Ройал Алберт-холле, знаменательный ещё и тем, что именно здесь Пейдж познакомился с французской моделью Шарлоттой Мартен, с которой имел долгий и бурный роман. В феврале Роберт Плант по пути на концерт группы Spirit попал в автомобильную катастрофу, но успел поправиться к началу европейских гастролей. Первый же концерт в Копенгагене 28 февраля 1970 года ознаменовался курьёзным инцидентом, когда Ева фон Цеппелин, дальняя родственница создателя первого дирижабля фон Цеппелина, пригрозила через суд отнять у группы право на название. Чтобы не искушать судьбу, Led Zeppelin выступили в Дании под названием The Nobs, обыграв таким образом имя своего европейского промоутера Клода Нобса.
В апреле 1970 года Led Zeppelin начали пятое американское турне, в ходе которого заработали (по подсчётам The Daily Mirror) 800 тысяч долларов. Программу пришлось сократить (вместо 29 концертов был проведён 21), чтобы успеть на фестиваль в Бате (англ. Bath Festival of Blues and Progressive Music), где группа выступила вместе с Jefferson Airplane, Frank Zappa and the Mothers of Invention, The Byrds, Santana и другими известными исполнителями.
После практически непрерывных гастролей, длившихся 2,5 года, Led Zeppelin решили взять отпуск: Плант предложил Пейджу отправиться с ним в коттедж, расположенный в горах Уэльса, и там использовать отдых для создания новых песен. «Я подумал: написать несколько калифорнийских, сан-францисских блюзов мы сможем находясь лишь в совершенно особом месте», — говорил Плант. Led Zeppelin удалились на север Уэльса и поселились в уединённом коттедже Брон-Эр-Айр), где даже не было электричества. Начавшаяся здесь (в мобильной студии Rolling Stones) работа над третьим альбомом была продолжена в поместье Хедли-Грейндж и завершилась в октябре 1970 года. Джимми Пейдж говорил об атмосфере, в которой записывался альбом:
Умиротворённость местности, собственно, и задала тональность всему альбому. Естественно, мы не стали бы здесь грохотать своими стоваттными «Маршалами». Я… интересовался и прежде классической гитарой, так что — в коттедже, где не было электричества, — пришло время акустики. Нам и мысли в голову не пришло от неё отказаться, ведь это совпало с изменениями <в стиле> группы. Меньше всего мы могли ожидать, что за это нас разгромят в прессе.Оригинальный текст (англ.)It was the tranquility of the place that set the tone of the album. Obviously, we weren't crashing away at 100 watt Marshall stacks. Having played acoustic and being interested in classical guitar, anyway, being in a cottage without electricity, it was acoustic guitar time. It didn't occur to us not to include it on the album because it was relative to the changes within the band. We didn't expect we'd get trashed in the media for doing it.Джимми Пейдж, Trouser Press, 1975
Возглавивший английский и американский хит-парады Led Zeppelin III был во многом акустическим и по настроению пасторальным, но содержал мощный хард-роковый трек «Immigrant Song», а также блюз-роковую «Since I’ve Been Loving You». В числе лучших песен Пейдж отмечал также «That’s the Way»: он считал, что именно в этой истории детской дружбы двух мальчиков (и одновременно — аллегории первых впечатлений участников группы от Америки) Плант впервые проявил себя выдающимся автором текстов.
Альбом микшировался по ходу североамериканского концертного тура завершившимся 19 сентября двумя выступлениями в Madison Square Garden, после чего группа вернулась в Британию. Неделю спустя еженедельник Melody Maker объявил Led Zeppelin победителями в категории «Лучшая группа мира» (где до этого в течение восьми лет первое место занимали The Beatles), Роберт Плант стал лучшим в категории «Вокалист года». В октябре золотые диски участникам группы преподнёс секретарь Государственного совета Энтони Грант, поблагодаривший музыкантов за «Существенный вклад в оздоровление экспортного баланса страны». Однако в ноябре 1970 года Atlantic Records преподнесла группе неприятный сюрприз, выпустив без её согласия сингл «Immigrant Song» («Hey Hey What Can I Do» стала единственным в истории Led Zeppelin би-сайдом).
По мере роста популярности группы вокруг неё продолжала сгущаться атмосфера слухов и домыслов. В 1971 году Джимми Пейдж приобрёл особняк Болскин-хаус (англ. Boleskine House), где до 1913 года жил скандально знаменитый Алистер Кроули. К этому времени гитарист уже имел в Лондоне собственный книжный магазин, специализировавшийся на оккультной литературе, и владел второй в мире по значимости коллекцией публикаций Кроули. Существует мнение, что Пейдж был последователем и практиком техники, известной как Sex magick, и каким-то образом применял её в своей музыке. Позже, когда участникам группы пришлось пережить ряд личных трагедий, поползли слухи о том, что таким образом пострадавшим пришлось расплачиваться с «тёмными силами» за некие мистические эксперименты гитариста, позволявшего себе с этими силами заигрывать.

#### Led Zeppelin IV
К моменту выхода четвёртого альбома имидж группы заметно изменился: участники группы стали появляться на сцене в роскошных кафтанах и c украшениями, а гастрольные фургоны сменили на собственный самолёт («The Starship»). Группа стала снимать не отдельные номера, а целые секции в отелях (в частности, в Лос-Анджелесском «Континентал Хайатт Хаус»), где под предводительством гастрольного менеджера Ричарда Коула проходили оргии, создавшие почву для целой отрасли зеппелиновской мифологии. Возможно, самый скандальный эпизод (с участием рыжеволосой групи и только что выловленной из реки рыбки-луциана) произошёл в сиэтлской гостинице «Эджуотер Инн» и вошёл в историю под названием «Red snapper incident».
Гастрольные триумфы не способствовали рассеянию недоброжелательной атмосферы, сгустившейся вокруг группы.

Гастроли Led Zeppelin производили странное впечатление: с одной стороны — многотысячные толпы, сияющие лимузины, лучшие отели; с другой — атмосфера подозрительности, недомолвок, вечное ощущение какой-то отверженности. С некоторых пор на группу навесили клеймо паршивой овцы английского хард-рока. Стоило Led Zeppelin выйти в турне, как тут же наперерез им выпускали Rolling Stones. Первые имели над вторыми явное преимущество и в любой момент способны были его доказать, но… из газетных репортажей догадаться об этом было не так-то просто! В те годы группу искусственно придерживали в тени.— Кэмерон Кроу, Rolling Stone, 13 марта 1975 года
Работу над четвёртым альбомом группа начала в лондонской Island Studios, продолжила в Брон-Эр-Айр (где пробыла недолго) и завершила в Хедли-Грейндж, снова заимствовав Mobile Studio у Rolling Stones. Led Zeppelin IV (другие варианты заголовка: The Fourth Album, Four Symbols, Zoso, Runes, Sticks, Man With Sticks) вышел 8 ноября 1971 года — именно в том оформлении, за которое в течение девяти месяцев Грант вёл борьбу с Atlantic Records. Вместо названия группы и заголовка он нёс на обложке четыре символа (рунических — у Бонэма и Джона Пола Джонса; Плант и Пейдж свои разработали самостоятельно и смысл их остаётся загадкой до сих пор). На принадлежность пластинки указывало лишь имя её продюсера — Джимми Пейджа. Со стороны Led Zeppelin это был вызывающий жест в адрес средств массовой информации, которые к этому времени сформировали крайне негативное отношение к группе и считали её репутацию раздутой искусственно.
Увлечённость группы фолк-музыкой и мистицизмом проявилась в этом альбоме особенно ярко; характерной в этом смысле была песня «The Battle of Evermore», имевшая толкиновский подтекст и записанная с участием приглашённой вокалистки Сэнди Денни. Развитие получили также метал-тенденции: в «Black Dog», «Rock and Roll», «When the Levee Breaks». Первые две из них были выпущены в США синглами и поднялись до 14 и 47 мест соответственно.
Обе линии идеально соединились в «Stairway to Heaven» — песне, которая, не будучи выпущена синглом, стала негласным чарттоппером англоязычного музыкального радио. Сами музыканты оценивали её по-разному. Плант, написавший текст, как он сам говорил, по мотивам книги Льюиса Спенса «Искусство магии в кельтской Британии», относился к популярности «Stairway to Heaven» иронически, считая, что место в истории ей обеспечила прежде всего двусмысленность, позволившая всем желающим трактовать текст по-своему. Пейдж, напротив, считал композицию «квинтэссенцией Led Zeppelin» и своим величайшим творческим достижением («…Ну, а текст Бобби — это вообще вещь в себе. Фантастика!»). Под сильным впечатлением от композиции находился и Джон Пол Джонс.

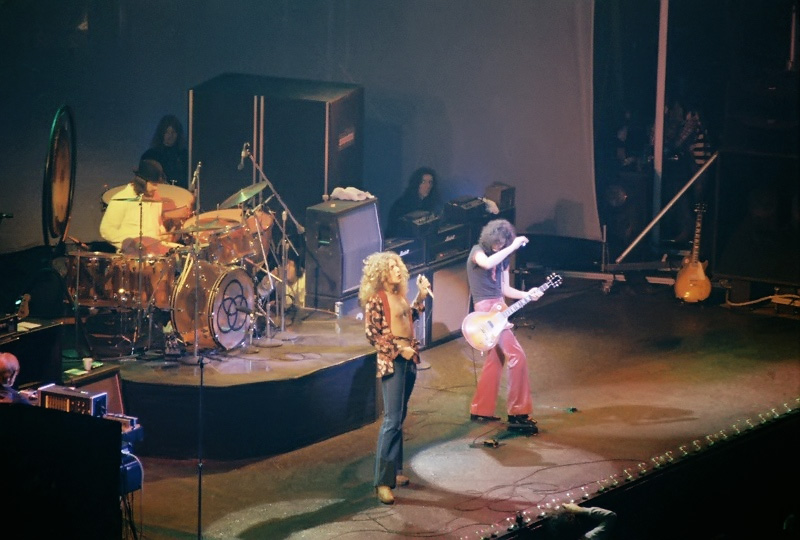
…Мы все собрались в сельском хемпширском особняке под названием Хедли-Грейндж. <Плант и Пейдж> только что спустились с валлийских холмов: принесли с собой эту последовательность аккордов, гитарное вступление и, кажется, один куплет, ну, может, чуть больше. Я впервые услышал <песню> под оглушающий аккомпанемент каминного пламени. Впечатление она на меня произвела — ну вот, как раз такое, какое и можно себе представить. Я взял блокфлейту и исполнил эту мелодию: так появилось вступление. Потом перешёл за фортепиано: мы сделали вторую часть. Так мы постепенно записали одну секцию за другой, а потом наложили «гитарную армию», как называл её Пейдж…
Джон Пол Джонс об истории создания «Stairway to Heaven». BBC 2, 1990

Led Zeppelin IV остался в истории как самый продаваемый хард-рок-альбом; он занимает 4-е место в общем списке альбомов-бестселлеров в истории — на сегодняшний день только американский тираж пластинки составляет 23 миллиона.
В начале 1971 года Питер Грант организовал гастроли группы по небольшим английским клубам в надежде отблагодарить таким образом самых верных фанатов, однако идея эта воплотилась лишь отчасти: группа повсюду оказывалась в центре массовой истерии, нередко переходившей в беспорядки. После этого группа отправилась в очередное европейское турне, запомнившееся выступлением в Милане (на велотреке Вигорелли), где после столкновений толпы и полиции (использовавшей слезоточивый газ) вся их аппаратура оказалась разгромлена. Выпуск альбома квартет предварил североамериканскими гастролями, начавшимися в августе 1971 года. После краткого отдыха на Гавайях группа дала в сентябре пять концертов в Японии (к этому времени «Immigrant Song» возглавила местный хит-парад), и вернулась в Великобританию, откуда Плант и Пейдж вылетели в туристический вояж по странам Азии (Таиланд, Индия, Гонконг).

#### Houses of the Holy
По завершении новозеландского и австралийского турне (в ходе которого Пейдж и Плант сделали несколько экспериментальных записей с Бомбейским симфоническим оркестром) в апреле 1972 года группа приступила к работе над пятым альбомом, выбрав в качестве студийной базы поместье Старгроув, принадлежавшее Мику Джаггеру. Общее легкомысленное настроение (о котором вспоминал, в частности, звукорежиссёр Эдди Крамер) сказалось на качестве первых записей и их пришлось перерабатывать в студиях Лондона и Нью-Йорка. В июне Led Zeppelin вышли в восьмое американское турне, которое завершили в августе. К этому времени менеджер Питер Грант сумел добиться, чтобы антрепренёры отчисляли Led Zeppelin 90 % доходов от продажи билетов: эта «формула», до тех пор неслыханная, была впоследствии взята на вооружение многими известными группами.
Работа над альбомом Houses of the Holy была завершена летом 1972 года, но, как и в предыдущем случае, борьбу с руководством лейбла за право оформить пластинку по своему вкусу группа продолжала около девяти месяцев. Обложка пластинки, созданная арт-коллективом Hipgnosis, на которой обнажённые дети пробираются к невидимому идолу на вершину базальтового Моста Гиганта (англ. Giant’s Causeway, в ирландском графстве Антрим), вызвала предсказуемый скандал: из-за неё альбом был запрещён в американских штатах, принадлежащих к «библейскому поясу», а также в Испании.
Houses of the Holy вышел в марте 1973 года. Одноимённый трек, записанный вместе с другими песнями пластинки на тех же студийных сессиях, в альбом включён не был и появился позже (в альбоме Physical Graffiti). Эксперименты по смешению стилей здесь были продолжены: к базовым элементам (хард, хэви, блюз, фолк) добавились регги («D’yer Mak’er», #20 США) и фанк. Текст «No Quarter» вновь дал прессе повод для инсинуаций, однако (несмотря на упоминание Тора) речь в песне шла всего лишь об ощущениях участников группы, которые каждые свои гастроли воспринимали как выход на «тропу войны». Альбом, сдержанно встреченный большинством рок-критиков, тем не менее возглавил британский и американский хит-парады.
Уже в самом начале последовавшего затем (восьмого по счёту) американского турне Led Zeppelin установили абсолютный мировой рекорд по кассовым сборам (ранее принадлежавший The Beatles). В Тампе, Флорида, за концерт (перед 56,8 тысячами зрителей) они получили 309 тысяч долларов, в Атланте, Джорджия — 250 тысяч. Общая сумма заработков группы за 35 американских концертов превысила 2 миллиона долларов. Уже через 5 недель после выхода Houses of the Holy разошёлся 1,2-миллионным тиражом.

#### The Song Remains the Same
Центральными эпизодами второй части этих гастролей стали концерт в Балтиморе, где все 25 тысяч зрителей в моменты выхода музыкантов на сцену поднялись и в тишине подняли вверх горящие свечи и зажигалки (Пейдж назвал это впоследствии «поистине волшебным моментом»), а также три июльских концерта в Мэдисон Сквер-гарден, которые легли в основу фильма «Песня остаётся всё такой же», выпущенного три года спустя.
Как отмечал в своей биографии Кэмерон Кроу, Led Zeppelin были «… не в восторге от своего единственного концертного альбома. После долгих лет блестящих шоу, которые они давали на гастролях, концерт, запечатлённый для потомков был очень средненьким». Пейдж отмечал, что на концертах группа всегда старалась сыграть песни лучше, чем они звучали до этого. «Но в альбоме The Song Remains The Same вы услышите лишь спешку и ничего более», — сетовал он.
Нью-йоркский финал гастролей был омрачён загадочным происшествием: из гостиничного сейфа были похищены 205 тысяч долларов, принадлежавшие группе. Подозрения пали на гастрольного менеджера Ричарда Коула, который последним держал деньги в руках и был единственным, кто имел ключ от сейфа, но он успешно прошёл допрос на детекторе лжи и обвинения остались недоказанными. Кража (крупнейшая в истории Манхэттена) так и осталась нераскрытой. Впоследствии группа подала на Drake Hotel в суд.
Завершив турне, Led Zeppelin весь 1974 год отдыхали от музыки, отчасти посвятив это время обустройству записывающего лейбла Swan Song Records (названного так по неизданной инструментальной композиции Джимми Пейджа, которая под новым заголовком «Midnight Moonlight» была впоследствии записана The Firm), на котором впоследствии выходили все её пластинки, а также альбомы Дэйва Эдмундса, Мэгги Белл, Detective, Midnight Flyer, Bad Company, The Pretty Things.

#### Physical Graffiti
К работе над шестым студийным альбомом Led Zeppelin приступил в ноябре 1973 года в Хедли-Грейндж, на передвижной студии Ронни Лейна, бывшего бас-гитариста The Faces. Здесь было записано 8 новых треков. Из-за болезни Джона Пола Джонса, однако, работу пришлось приостановить, после чего остальной материал был набран из записей, сделанных ранее и не вошедших в предыдущие релизы. В процессе работы над альбомом Плант и Пэйдж (по предложению последнего) в джипе проехали по городам Марокко с целью «…открыть для себя уличную музыку и набраться новых ощущений».
Вышедший 24 февраля 1975 года двойной альбом Physical Graffiti стал первым релизом группы на Swan Song. Предварительные заказы на эту пластинку только в США составили 2 миллиона долларов; впоследствии она стала четырежды «платиновой». Центральной композицией альбома считается «Kashmir»: композиция (основная идея которой возникла у Пейджа во время путешествия по Северу Африки) явилась новым воплощением зеппелиновской эклектики, соединив в себе хэви метал, тяжёлый блюз и индо-арабские этнические влияния. В альбоме, присутствовали элементы фанка («Trampled Under Foot»), кантри («Down by the Seaside»), тяжёлого блюза («In My Time of Dying») эстрады 1950-х годов («Houses of the Holy»); на второй пластинке были представлены, в числе прочего, фрагменты джэмов и другие образцы студийных экспериментов.
29 марта 1975 года в списках Billboard 200 оказались все шесть альбомов группы: это достижение до настоящего времени остаётся непревзойдённым. Незадолго до выхода альбома Джимми Пейдж серьёзно повредил средний палец левой руки (прищемив его дверью выходя из поезда). Из-за этого в течение почти года ему приходилось воздерживаться от технически сложной гитарной работы.
В мае 1975 года Led Zeppelin дали пять аншлаговых концертов в лондонском Эрлс-корте, на которых побывало в общей сложности 85 тысяч зрителей. В 2003 году эти плёнки вышли на DVD и считаются лучшими живыми выступлениями в карьере группы. В июле в редакции журнала «Crowdaddy» состоялась встреча Пейджа с Уильямом Берроузом, который взял у гитариста большое интервью.
Последовавшие европейские гастроли пришлось прервать после того, как Роберт Плант попал в серьёзную автокатастрофу на острове Родос, где проводил отпуск. Сам вокалист сломал руку и разбил коленную чашечку; некоторое время врачи предупреждали, что он всю оставшуюся жизнь может остаться на костылях. Его жена Морин получила переломы черепа, ноги и таза: она долго находилась в критическом состоянии и выжила лишь благодаря своевременно проведённому переливанию крови, чему предшествовал почти авантюрный эпизод с похищением её Ричардом Коулом из греческой клиники и срочной транспортировкой в Лондон.

#### Presence

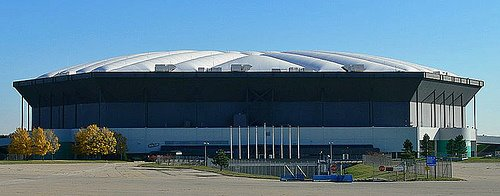
The Pontiac Silverdome, штат Мичиган, где группа установила рекорд по количеству зрителей на концерте в 1977 году с посещаемостью 76229 человек

Лишь отчасти восстановившись в течение полугода, Плант присоединился к остальным участникам группы в работе над новым альбомом. В голливудской студии SIR вокалист вынужден был записываться, не поднимаясь с инвалидного кресла; Пейдж (как позже рассказывал он в интервью журналу Guitar World) работал по 18—20 часов в сутки, а две ночи не спал вообще. Запись альбома удалось завершить в Мюнхене в течение трёх недель: спешка объяснялась тем, что нужно было успеть до прибытия сюда Rolling Stones, которые по просьбе Пэйджа уступили Led Zeppelin свою очередь, но уже готовились записывать здесь свой альбом Black and Blue.
Presence вышел 31 марта 1976 года и возглавил хит-парады многих стран мира. Критика отметила 10-минутную композицию «Achilles Last Stand» (с одной стороны — марокканское «воспоминание» Пейджа, с другой — рассказ Планта об автомобильной катастрофе) и «For Your Life» (о наркотиках и ужасах повседневной жизни внутри группы), — два трека, отмеченные выдающейся гитарной работой. Джимми Пейдж вспоминал:

Presence являл собою сгусток чувств, прежде всего — чувства тревоги. Мы не были уверены в том, что сможем играть, как прежде. Случись с Робертом худшее, произошёл бы драматический поворот. С точки зрения цельности чувства Presence — наш лучший альбом.Оригинальный текст (англ.)Presence was pure anxiety and emotion... We didn't know if we'd ever be able to play in the same way again. It might have been a very dramatic change, if the worst had happened to Robert. Presence is our best in terms of uninterrupted emotion.— Микал Гилмор, «The Long Shadow of Led Zeppelin», Rolling Stone, 2006
«Это был своего рода крик о помощи. Альбома, подобного этому, не будет никогда. Он — вопль из бездны: единственное, на что мы <в тот момент> были способны», — говорил Роберт Плант.
Пейдж называл Presence «самым важным» альбомом Led Zeppelin. Плант считал, что в нём воплотилось «истинно зеппелиновское звучание». В целом Presence был встречен критикой сдержанно, так же как и вышедший 20 октября фильм «The Song Remains the Same», работу над которым начал Джо Массот и завершил Питер Клифтон.
Примерно к этому времени относится и конфликт Джимми Пейджа (к тому времени уже всерьёз подсевшего на героин) с культовым режиссёром (также последователем Алистера Кроули) Кеннетом Энгером. Последний заказал гитаристу Led Zeppelin саундтрек к своему очередному фильму «Lucifer Rising», но получил, по его словам, лишь 23 минуты чистой музыки.
11 апреля 1977 года Led Zeppelin концертом в Детройте начали своё одиннадцатое по счёту турне по Северной Америке. К этому времени Плант окончательно оправился от травм: на концерте в Нью-Йорке он вышел на сцену вместе с Bad Company и доказал, что способен вновь передвигаться по сцене в своей прежней манере.

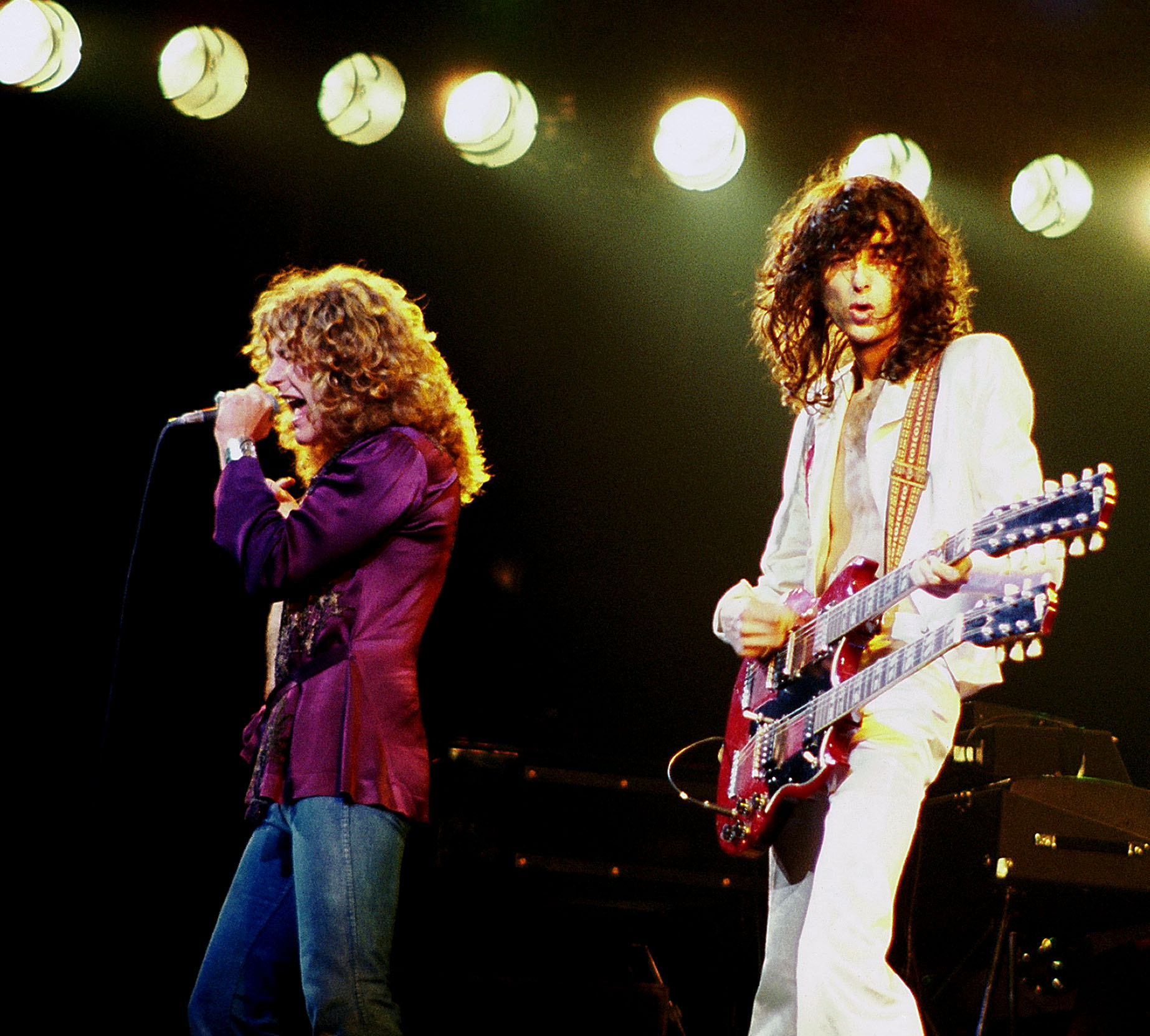
Роберт Плант и Джимми Пэйдж, 1977

К своему новому американскому турне Led Zeppelin готовились тщательно, в течение трёх месяцев. Трёхчасовое шоу Led Zeppelin, как отмечали все критики, было практически безупречно. «Гитара Пейджа звучала потрясающе, Плант вкладывал всю свою душу, Джонс и Бонэм тоже были на высоте. Это был громкий прорыв после двух лет молчания… Реакция публики была просто ошеломляющей», — писал Кэмерон Кроу. Концерт группы на стадионе Pontiac Silverdome 30 апреля 1977 года вошёл в Книгу рекордов Гиннесса, побив тогдашний рекорд посещаемости: 76229 зрителей. В перерыве между концертами Пейдж прилетел в Лондон, чтобы (вместе с Плантом и Джонсом) получить награду Ivor Novello «За выдающийся вклад в развитие музыки».
В целом триумфальное американское турне Led Zeppelin 1977 года было омрачено несколькими инцидентами. 3 июня, после того, как концерт на Tampa Stadium был прерван из-за сильнейшего урагана, в толпе начались массовые беспорядки, приведшие к многочисленным травмам и арестам. В Окленде где 23 июля 1977 года Грант, Бонэм, Коул и координатор охраны Джон Биндон были арестованы за избиение служащего (из команды промоутера Билла Грэма), который (если верить версии барабанщика группы) грубо обошёлся с сыном Гранта, Уорреном. 16 февраля 1978 года суд вынес всем троим условные сроки и назначил штрафы на общую сумму в два миллиона долларов. Билл Грээм официально уведомил Питера Гранта о том, что с этого момента отказывается сотрудничать с группой в организации гастролей.
После этого инцидента Джон Пол Джонс с семьёй отправился на отдых по туристическим базам Калифорнии и занялся фермерским хозяйством. Пейдж остался с Грантом в Сан-Франциско. Плант, Бонэм и Коул вылетели в Новый Орлеан, где остановились в своём привычном отеле «Ройал Орлинз». «В тот момент, когда я оформлял группе номера, раздался звонок. Звонила жена Роберта. Тот сказал: ладно, сейчас разберусь, и направился к себе в номер. Через два часа он позвонил мне и произнёс: Мой сын мёртв», — вспоминал Коул.
Шестилетний Карак скончался от вирусной кишечной инфекции. Гастроли Led Zeppelin были прерваны. Плант впал в тяжёлую депрессию и более года провёл в «сельском заточении». Состояние его стало улучшаться лишь после рождения сына Логана Ромеро 21 января 1979 года. Чтобы набрать форму, вокалист группы провёл короткое сольное турне по небольшим клубам Британии, в ходе которого исполнял блюзовые стандарты. Тем временем, в аварию попал и Бонэм: он перевернулся в автомобиле, сломав три ребра.

#### In Through the Out Door
20 мая 1978 года квартет после длительного перерыва начал репетиции в замке Клиаруэлл (неподалёку от валлийской границы). 6 ноября Led Zeppelin приступили к работе над восьмым студийным альбомом, которая была продолжена в январе 1979 года в стокгольмской студии Polar. Все участники группы испытывали серьёзные проблемы со здоровьем, кроме Джона Пола Джонса: он-то и предоставил для альбома основной материал, приняв активное участие в его студийной реализации.
Пластинка, записанная за три недели, оказалась стилистически разнообразной, была отмечена присутствием нововолновых мотивов и содержала два трека, отдельно отмеченных рецензентами: «In the Evening» и «All My Love». Однако, как у критиков, так и у поклонников творчества группы эта пластинка вызвала неоднозначную реакцию: возобновились разговоры о том, что за спадом энергетического напряжения кроется наркотическая зависимость Пэйджа (который в те дни действительно вёл с героином ожесточённую борьбу) и что для группы наступают последние времена. Всё это не помешало альбому In Through the Out Door, вышедшему 20 августа 1979 года, стать всемирным хитом. В США альбом получил статус «платинового» в течение двух дней.
Билеты на гастроли 1979 года в Великобритании пользовались ажиотажным спросом. В числе музыкантов, исполнявших функции «разогревщиков», были Dire Straits, Fairport Convention, Джони Митчелл и другие известные музыканты. Триумфальным (что в прессе было воспринято как неожиданность) оказалось выступление Led Zeppelin на фестивале в Небуорте, где 290 тысяч билетов были раскуплены за день. Многие обозреватели отметили, прежде всего, перемены к лучшему в игре и внешнем облике Пейджа. Дальнейшему оздоровлению обстановки в группе способствовало решение Гранта уволить гастрольного менеджера Ричарда Коула (от которого с первых дней исходили все наркотические инициативы). Почти сразу же после увольнения Коул был арестован в Риме (как ни странно, по обвинению в терроризме) и провёл за решёткой полгода, прежде чем был оправдан.
В мае 1980 года Led Zeppelin вышли в турне Led Zeppelin Over Europe 1980, которому суждено было оказаться последним. Центральными фигурами на сцене стали — окончательно восстановившийся Плант, а также Джон Пол Джонс, взявший на себя функции лидера группы. Пейдж продолжал выступать нестабильно, но хуже всего выглядел и чувствовал себя Джон Бонэм, несколько раз терявший сознание, в том числе в Нюрнберге 17 июня — прямо во время концерта. В прессе появились сообщения о том, что виной всему — злоупотребление алкоголем и наркотиками, но сам барабанщик заявил, что у него вре́менные проблемы с пищеварением, и продолжил турне, которое завершилось 7 июля.

#### Смерть Джона Бонэма
24 сентября 1980 года ассистент Рекс Кинг заехал домой к Джону Бонэму, и оба отправились в Bray Studios на репетицию в рамках подготовки к предстоящему американскому турне. По пути барабанщик позавтракал рулетом с ветчиной, выпив при этом около 700 мл водки. Обильное возлияние продолжалось в студии, а затем вечером того же дня в особняке Пейджа The Old Mill House (Клюэр, Виндзор), куда участники группы отправились переночевать. После полуночи потерявшего сознание Бонэма унесли в спальню и уложили в постель. К середине следующего дня, когда Пейдж, Плант и Джонс собрались ехать на репетицию, барабанщик вниз не спустился. Джон Пол Джонс и Бен ЛеФевр (сменивший Коула на должности гастрольного менеджера) направились к нему в комнату: они-то и обнаружили Бонэма мёртвым. Позже было установлено, что смерть наступила рано утром от удушья, вызванного попаданием в лёгкие рвотных масс, и что накануне тот выпил более двух литров водки.

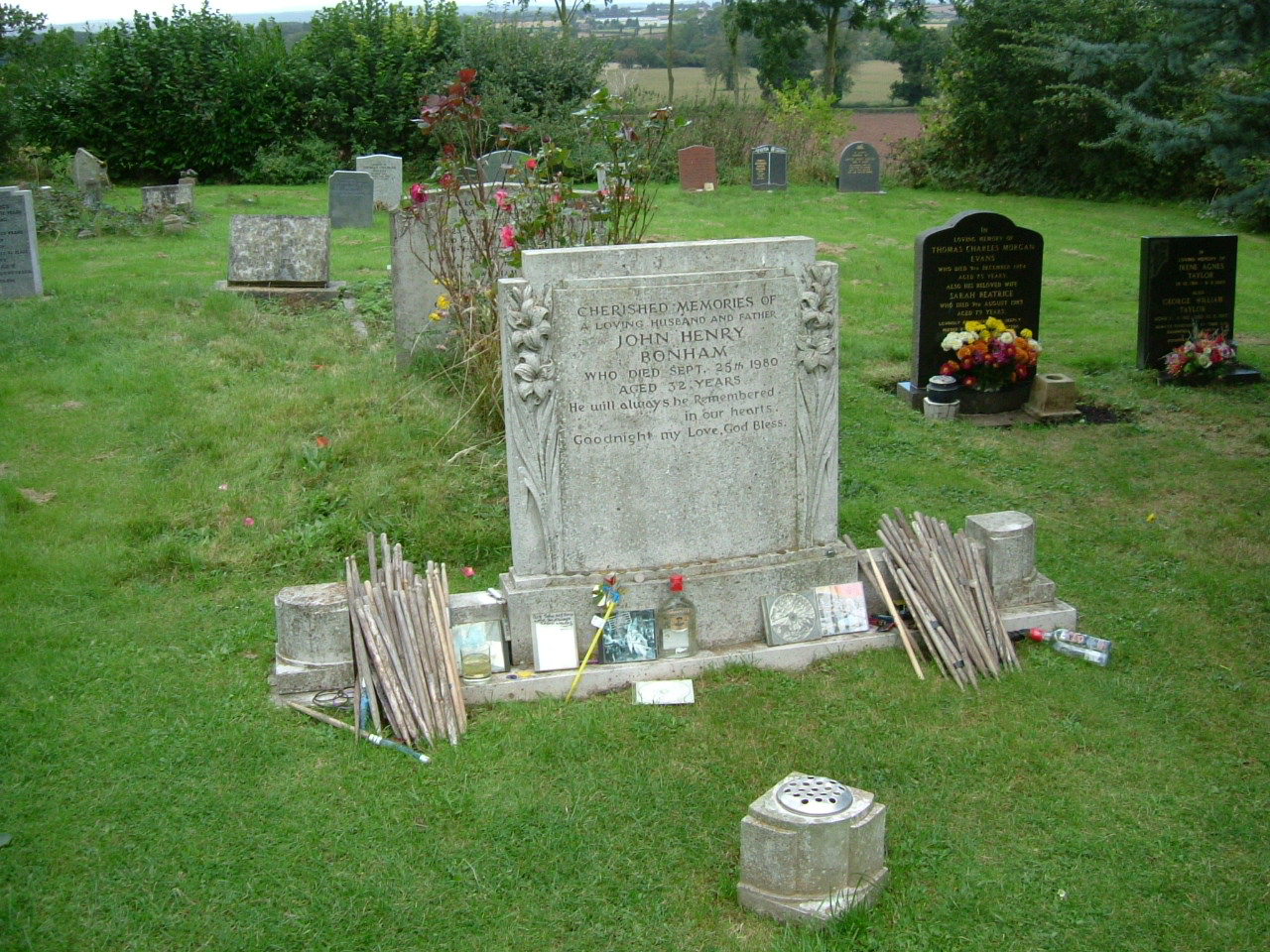
Могила Джона Бонэма

7 октября 1980 года следствие вынесло решение, что смерть Бонэма произошла в результате несчастного случая. Следов наркотиков в организме погибшего обнаружено не было. Похороны прошли 10 октября 1980 года в приходской церкви Рашок (Дройтвич, Вустершир), неподалёку от фермы Бонзо. У надгробия была установлена тарелка от его ударной установки. Останки Джона Бонэма были кремированы. На церемонии, в числе прочих, присутствовали Пол Маккартни и Джефф Линн.
Возникшие было слухи о том, что Джона Бонэма в составе Led Zeppelin могут заменить Кози Пауэлл, Кармайн Эппис, Барримор Барлоу, Саймон Кирк или Бив Бивэн, оказались беспочвенными. Через два дня после прощальной церемонии участники группы собрались на острове Джерси, откуда вылетели в лондонский отель «Савой» к Питеру Гранту. Решение распустить группу было единодушным. «Потеряв общего друга, мы, в полном согласии и взаимопонимании, пришли к выводу, что не можем продолжать существование как группа», — гласило официальное заявление.

### После распада (1980—2006)
После распада группы все её участники начали выступать сольно.
Джон Пол Джонс вернулся к продюсерской деятельности. Свой первый сольный альбом Zooma он выпустил лишь в 1999 году.
Джимми Пэйдж записал саундтрек к фильму Жажда смерти 2 (Death Wish II), после чего собрал коллекцию ранее отвергнутых студийных треков и в 1982 году выпустил её под названием Coda. Сюда были включены два трека, записанных на концерте группы в Ройал Алберт-холле (1970), по одному — из сессий Led Zeppelin III и Houses of the Holy, три — не вошедших в альбом In Through the Out Door, а также инструментальная пьеса «Bonzo’s Montreux», где к барабанному соло Бонэма Пэйдж добавил электронные эффекты.
В том же году у Роберта Планта вышел первый (и тепло принятый критикой) сольный альбом Pictures at Eleven. В 1984 году Пейдж и Плант встретились вновь: в составе почти спонтанно созданной группы The Honeydrippers, записавшей один мини-альбом. После этого Пейдж (вместе с Полом Роджерсом из Free, Bad Company) и Крисом Слэйдом (экс-Uriah Heep) образовал The Firm, супергруппу, выпустившую два альбома (The Firm, 1985 и Mean Business, 1986).
В 1985 году Пейдж, Плант и Джонс воссоединились для выступления на фестивале Live Aid в Филадельфии, на стадионе JFK. Для исполнения партии ударных были приглашены участник «Chic» Тони Томпсон и Фил Коллинз, сменяющие друг друга на барабанных установках (несмотря на то, что они не были официально представлены как участники своих групп во время концерта, в 1995 году, на 10-й годовщине «Live Aid», на VH1 их назвали Zeppelin). Между Филом и последними впоследствии произошла крупная ссора — по общему мнению, выступление было просто ужасно (Коллинз в какой-то момент хотел уйти со сцены); при этом обе стороны винят в этом друг друга. Именно по этой причине Лед Зеппелин не разрешили добавлять в официальный DVD с материалами фестиваля (выпущенного лишь в 2004 году) это их выступление.
В 1986 году Пейдж, Плант, Джон Пол Джонс и Томпсон собрались в Бате, Англия, чтобы записаться, но этому проекту не было суждено осуществиться из-за серьёзной аварии, в которую попал барабанщик.
Трое участников Led Zeppelin снова собрались вместе на 40-летнем юбилее Atlantic Records в 1988 году. Место покойного отца за ударными в этом концерте занял Джейсон Бонэм.
В 1994 году Пейдж и Плант дали полуторачасовой концерт в программе MTV Unplugged, выпустив затем альбом No Quarter: Jimmy Page and Robert Plant Unledded. Год спустя они вышли в мировое турне с басистом Чарли Джонсом (из группы Роберта Планта) и оркестром, составленным в основном из арабских инструменталистов. С этого момента отношения Пейджа и Планта с Джоном Полом Джонсом ухудшились: последнему даже не сообщили о проекте MTV[прояснить]. Конфликт достиг апогея после того, как на вопрос одного из репортёров, где находится Джон Пол Джонс, Плант ответил: «Снаружи, паркует автомобиль». На церемонии посвящения в Зал славы рок-н-ролла 12 января 1995 года Джонс иронически заметил: «Спасибо, что вспомнили мой телефонный номер».
В 1997 году состоялся первый за 15 лет новый релиз Led Zeppelin, BBC Sessions. В этот двойной альбом вошли записи всех радиосессий группы, кроме одной, 1969 года, где в частности, была записана «Sugar Mama», песня, так и оставшаяся неизданной. Примерно в это же время Atlantic перевыпустили на CD урезанную (трёхминутную) версию сингла «Whole Lotta Love».
Дуэт Пейдж-Плант продолжил успешное сотрудничество в 1998 году, выпустив альбом Walking into Clarksdale (трек из которого «Most High» получил «Грэмми» как «Best rock song»). В поддержку нового материала было организовано мировое турне Walking Into Everywhere. В 1990 году вышел (и стал мегахитом) бокс-сет из четырёх CD, подготовленный Пейджем, проведшим полный ремастеринг старых записей. Три года спустя за ним последовал The Complete Studio Recordings — десятитомный бокс-сет.
В октябре 2002 года британская пресса сообщила о том, что Роберт Плант и Джон Пол Джонс наконец-то пришли к примирению, оставив позади ссору, которая долгие годы мешала Led Zeppelin воссоединиться.
2003 год был отмечен новым всплеском интереса к Led Zeppelin: этому способствовали выпуск тройного концертного альбома How the West Was Won, вышедшего в комплекте с концертным DVD, охватывавшим всю гастрольную карьеру группы. Альбом возглавил хит-парады США и Великобритании, а тираж DVD к концу 2003 года составил 520 тыс. экземпляров.

### С 2007
Через два месяца после смерти Ахмета Эртегюна, одного из основателей Atlantic Records, вдова покойного обратилась к Роберту Планту с просьбой уговорить двух других участников Led Zeppelin выступить на благотворительном концерте в поддержку Ertegun’s Education Fund, занимающегося финансовой поддержкой студентов музыкальных учебных заведений в Британии, США и Турции. Идея до этого уже поднималась на заседании попечительского совета фонда, куда, кроме вдовы Эртигана, входят промоутер Харви Голдсмит и Билл Кёрбишли, менеджер Планта. Голдсмит признавал позже, что у него тут же возникла амбиция повторить успех Боба Гелдофа, сумевшего объединить Пинк Флойд для участия в Live 8. Со своей стороны Кёрбишли знал о том, что вокалист Лед Зеппелин не только всегда относился с огромным уважением к покойному, но называл его «другом и в каком-то смысле сообщником». Получив в мае 2007 года согласие Планта, его менеджер Кёрбишли связался с Питером Меншем и Ричардом Чедуиком, ведущими дела Джимми Пейджа и Джона Пола Джонса, после чего к работе были привлечены Джон Хадсон (юрист, ведущий все дела о наследстве Джона Бонэма) и Джордж Фирон, американский адвокат Led Zeppelin.

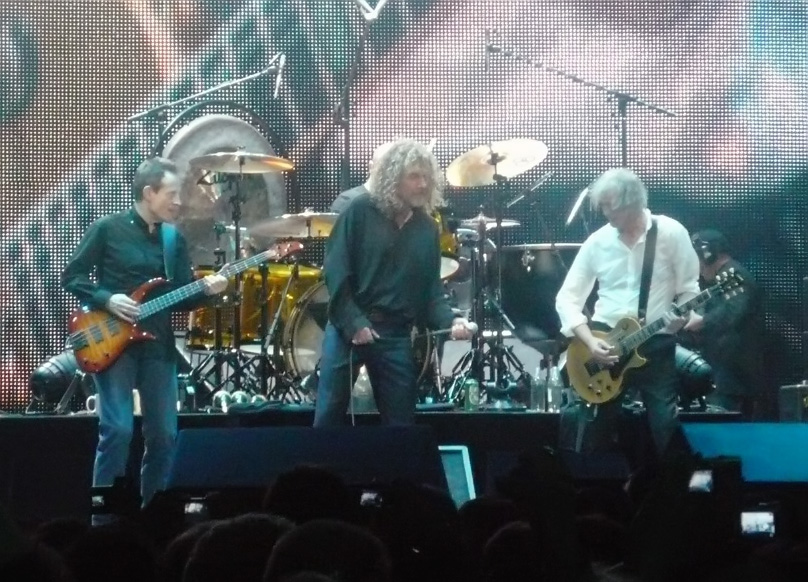
Группа на выступлении в 2007 году

Тем временем в марте 2007 в Линкольн-центре (Нью-Йорк) прошёл первый благотворительный концерт памяти Эртегюна: здесь в составе сводного ансамбля рок-звёзд выступил Джон Пол Джонс. Плант и Пейдж находились в зале, но на просьбу выйти на сцену ответили отказом и с Джонсом в тот вечер не общались. Однако уже три недели спустя все трое бывших участников Лед Зеппелин встретились в лондонском отеле и договорились о первой репетиции. На роль барабанщика был единодушно предложен Джейсон Бонэм, который уже играл с Плантом и Пейджем, но главное, по утверждению последнего, знал не просто все вещи Лед Зеппелин, но и все без исключения концертные версии каждой композиции. После двух серий репетиций в июне и в сентябре (место проведения каждый раз хранилось в тайне), идея о воссоединении Led Zeppelin получила окончательное и всеобщее одобрение.
Первоначально концерт был запланирован на 26 ноября 2007 года, на площадке O2 Arena в Лондоне, но в связи с переломом пальца у Джимми Пейджа был перенесён на 10 декабря. Право покупки билетов разыгрывалось среди зарегистрированных пользователей сайта. В ноябре было объявлено, что в концерте примут участие гитарист The Who Пит Таунсенд, бас-гитарист Билл Уаймен, входивший в состав The Rolling Stones с 1962 по 1993 год, Паоло Нутини и группа Foreigner.

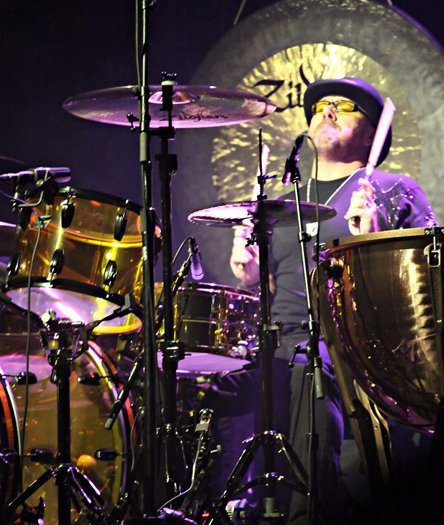
Джейсон Бонэм работал с Led Zeppelin в 1988, 1995 и 2007 годах

Двухчасовое выступление группы 10 декабря, в числе зрителей которого были многие известные музыканты, получило наивысшие оценки музыкальных обозревателей. «То, что Led Zeppelin сделали этим вечером, доказывает, они способны по-прежнему выступать на том уровне, который изначально обеспечил им статус легенды. Нам остаётся лишь надеяться, что мы увидели их не в последний раз», — написал NME. 17 октября 2012 года в кинотеатрах Англии и других стран мира выходит концертный фильм «Celebration Day (видео)» с записью выступления на O2 Арене.
23 августа 2008 года появились сообщения о том, что двое участников группы, Джимми Пейдж и Джон Пол Джонс, готовят новый материал для записи альбома, пригласив к участию Джейсона Бонэма. Отвечая на вопросы о возможном воссоединении, в конце сентября Роберт Плант заявил, что считает идею смехотворной и участия в проекте не примет. Пейдж, Джонс и Бонэм некоторое время пытались найти на место Планта нового вокалиста (рассмотрев, в числе прочих, кандидатуры Майлза Кеннеди и Стивена Тайлера), однако 8 января 2009 года Питер Мэнш, менеджер Пейджа, заявил представителям прессы, что «Led Zeppelin больше нет и, видимо, никогда не будет».
Однако, в начале уже 2013 года Р. Плант во время интервью австралийскому телевидению заявил, что не прочь снова собрать Led Zeppelin.

## Музыкальный стиль
Музыка Led Zeppelin представляла собой сплав хард-рока, укоренённого в американской блюзовой традиции, и британского фолк-рока, обогащённый заимствованиями из других направлений. Разнообразие жанров могло проявляться в рамках одной песни, в которой чередовались тихий акустический куплет и энергичный хардроковый припев. Всех музыкантов группы отличали исключительное исполнительское мастерство и широта интересов. Основным автором музыки был гитарист Пейдж.

Никто в роке ни до ни после не мог сравниться с Пейджем в его умении драматизировать звук. Это он заставил барабаны Джона Бонэма звучать как вулканические извержения; помог вокалу Роберта Планта вибрировать так, словно бы он снисходил с Олимпа. Даже изящные басовые партии Джона Пола Джонса были улучшены в студии, зазвучав с прежде неслыханной чистотой. Но главное, Пейдж виртуозно манипулировал звуком собственной гитары — так, что тот постоянно менял цвета и оттенки подобно блюз-роковому хамелеону.
Оригинальный текст (англ.)No one in rock before or since has equalled Page’s flair for the dramatic. He made John Bonham’s drums sound like volcanic eruptions and Robert Plant’s vocals reverberate as if they were sung from the top of Mount Olympus. Even John Paul Jones’s nimble bass benefitted from Page’s studio acumen, as thanks to him it grooved with unprecedented clarity. But above all, Page was able to manipulate the sound of his own guitar so that it changed colors and hues like some blues-rock chameleon. — Guitar World, 1993
Джон Пол Джонс, ответственный за ритмический рисунок, по его собственным словам, был одним из немногих бас-гитаристов Лондона, которые могли «убедительно сыграть мотаунское звучание», а Бонэм был одним из самых технически совершенных барабанщиков своего времени, арсенал которого выходил далеко за границы хард-рока; по выражению Джеймса Вуда, Бонэм, одновременно играющий тяжело и легко, и был Led Zeppelin.

## Мнения критиков
Led Zeppelin, группа, которая уже вскоре после распада приобрела статус «классической», новаторской и сверхвлиятельной, практически все десять лет своего существования находилась в состоянии конфронтации с музыкальной прессой, прежде всего, американской. Чем более массовый успех имели концерты и релизы квартета, тем более непримиримой становилась позиция его критиков в первой половине 1970-х годов.
Реакция рецензентов на первые гастроли квартета в США в целом была негативной. Так, после концерта группы 26 декабря 1968 года в Денвере (штат Колорадо), репортёр Томас Маккласки, отметив виртуозность Пейджа и основательность Джонса, счёл невыразительными вокал Планта и игру Бонэма. Разгромную статью поместил журнал Rolling Stone, намекнувший на некий «зловещий ореол», сопровождающий гастроли Led Zeppelin по стране.
Первый альбом, рекламировавшийся на страницах ведущих еженедельников под шапкой: «Led Zeppelin — единственный способ летать», получил низкие оценки. Обозреватель Rolling Stone Джон Мендельсон заявил, что группа «не может предложить ничего, что бы не сказали её двойники, Jeff Beck Group — три месяца назад, так же или ещё лучше». Плант был здесь назван «расфуфыренным как Род Стюарт, но только куда менее захватывающим». Мендельсон продолжал громить группу в каждой рецензии.
В Британии дебютный альбом был принят лучше, в частности, получил высокие оценки от Melody Maker. В обзоре под названием «Триумф Джимми Пейджа: Led Zeppelin — это высший класс» (англ. Jimmy Page triumphs — Led Zeppelin is a gas!): рецензент отметил, что группа не полагается на изъезженные блюзовые риффы и даже когда использует их, «звучит вовсе не так хило, как большинство британских так-называемых блюзовых групп». Год спустя в Великобритании Лед Зеппелин уже были объявлены группой номер один; Melody Maker в итоговых списках поставил их на первое место в списке «Лучшая группа мира», а Роберт Плант в том же списке стал лучшим в категории «Вокалист года».
Однако в США и второй альбом был встречен враждебно: основной упор в своей аргументации рецензенты делали на осуждении «заимствований», пытаясь доказать, что группа неоригинальна и «обдирает» чёрных блюзменов. При том, что Led Zeppelin имели массовый успех, их концерты не рекламировались. «Быть поклонником Лед Зеппелин означало быть членом эксклюзивного клуба. Информация о группе распространялась не через печатные издания, а через разговоры на задних сиденьях автомобилей, по телефону или по радио», — писал в биографии группы Кэмерон Кроу.
Джимми Пейдж рассказывал, что группу не смутил разнос, устроенный ей в американской прессе:

Мы осознавали собственный потенциал и продолжали постоянно совершенствоваться. Кроме того, все свои песни мы постоянно наигрывали вживую, отмечали, как люди реагируют на то, что мы делаем. Это и есть решающий тест… <Отзывы прессы> не волновали меня — до тех пор, пока мы не записали третий альбом. Но и после достигнутого пресса продолжала называть нас мыльным пузырем. Поэтому четвёртый альбом вышел без заголовка. Это был, конечно, бессмысленный протест, но мы решили доказать, что наши пластинки люди покупают не за название.Оригинальный текст (англ.)We knew what we had, and we kept improving all the time. Also, we were playing all the music live and people were responding to  what we were doing. That is the ultimate test. It did not really start bothering me until after the third album. After all we had accomplished the press was still calling us a hype. So that is why the fourth album was untitled. It was a meaningless protest really, but we wanted to prove that people were not buying us for the name.— Джимми Пейдж. Интервью журналу Guitar Player. 1993
Лишь после распада Лед Зеппелин новые поколения музыкальных критиков признали, что группа создала собственное звучание и крайне оригинальный, постоянный развивавшийся стиль, по-новому интерпретировав блюзовое наследие, чем лишь способствовали росту интереса к последнему. Специалисты признали Лед Зеппелин ведущей группой первой волны хард-рока, сыгравшей основополагающую роль в становлении жанра хэви-метал, отмечают выдающееся инструментальное мастерство участников квартета, новаторский подход к студийной работе Джимми Пейджа, важность стилистических экспериментов, которыми были увлечены музыканты. Музыкальная пресса оценила масштабность влияния группы на развитие рока. «Практически любая хард-рок или хэви-метал-группа, выходящая на сцену, хоть что-нибудь да заимствовала у них в звучании или стиле», — писал в Rolling Stone (1988) музыкальный критик Стив Понд.

## Обвинения в плагиате
Сразу же после выхода дебютного альбома некоторые американские издания, в частности, еженедельник Rolling Stone, обвинили группу в плагиате, который заключался в излишне свободном, по их мнению, обращением группы с классикой блюза. Ранний репертуар Led Zeppelin действительно базировался на блюзовых стандартах, и три из них — «You Shook Me», «I Can’t Quit You Baby» (Вилли Диксона), а также «Babe I’m Gonna Leave You» — вошли в дебютный альбом.

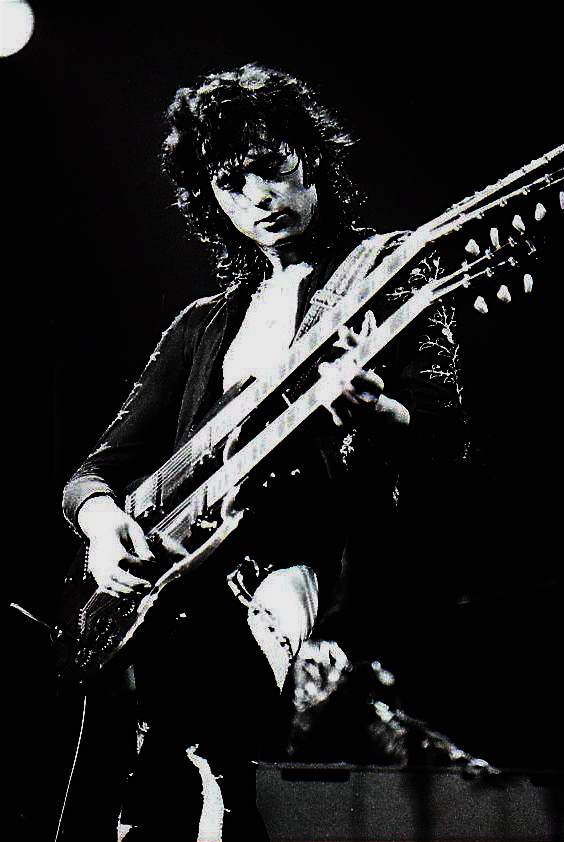
…Когда мы в Хедли-Грейндж, записывали Physical Graffiti, зашёл Иэн Стюарт, и мы начали импровизировать. Джэмминг превратился в «Boogie With Stu». Очевидно, что это была вариация на тему «Ooh My Head» покойного Ричи Валенса, которая в свою очередь являлась вариацией на тему «Ooh My Soul» Литтл Ричарда. Мы намеревались всего лишь помочь матери Ричи, потому что слышали, что она не получила денег от хитов своего сына, так что Роберт кое-что использовал из текста <Валенса>. И что же произошло потом? Нас попытались засудить за эту песню! Пришлось послать их подальше. (Смех)
Джимми Пейдж о «Boogie with Stu»

В интервью 1975 года Пейдж говорил о первом альбоме:

В поисках материала мы, естественно, обратились к нашим блюзовым корням. У меня оставалось множество риффов со времён Yardbirds. Эрик Клэптон оставил нелёгкое наследие — сначала для Бэка, потом для меня, причем мне было ещё труднее, потому что второй гитарист стал вдруг основным. Необходимость придумывать собственные риффы довлела надо мной, и в первом альбоме я был ещё под сильным влиянием прошлого. Думаю, это заметно, но… было очевидно, что кому-то нужно было взять бразды правления в свои руки, иначе мы сидели бы и джемили полгода. Ну а после этого, во втором альбоме, уже заметно, как проявляется общее лицо группы.— Kerrang! # 1244, 2009. «In the Beginning». Род Йейтс
«Babe I’m Gonna Leave You» представляла собой особый случай: Пейдж, впервые услышавший песню на пластинке Джоан Баэз, полагал, что это адаптация народной баллады. Позже выяснилось, что у песни есть автор (Энни Бредон, написавшая её в 1950-х годах), и ошибка была исправлена.
Проблема усугублялась ещё и тем обстоятельством, что Джефф Бэк, до этого уже записавший «You Shook Me» для своего альбома Truth, обвинил Пейджа в том, что тот заимствовал у него основную идею. Кроме того, с Джоном Полом Джонсом и Китом Муном Пейдж участвовал в записи в «Beck’s Bolero» (которую сам же аранжировал), — инструментальной композиции из альбома Truth. Позже на концертах он использовал её в джэме «How Many More Times»; всё это явилось причиной конфликта между Пейджем и Бэком, которые с детства были друзьями.

Гитарист Led Zeppelin так формулировал свои принципы в данном вопросе:
…Что касается меня, что я всегда старался добавить что-то своё в использовавшиеся фрагменты. Я всегда точно знал, что создаю какую-то вариацию. Более того, в большинстве случаев никто не мог догадаться, каким был оригинальный источник. Может быть не во всех случаях, но в большинстве. Так что, в основном, <обвинения> основывались на сравнениях текстов. Предполагалось, что Роберт должен менять текст, но делал он это не всегда, этим и навлекал большинство проблем. Они не могли подкопаться к гитарным партиям — но прицепились к лирике. Конечно, кое-какие вольности мы себе позволяли (смех). Ну и что же, мы считали, что так было нужно.Оригинальный текст (англ.)[A]s far as my end of it goes, I always tried to bring something fresh to anything that I used. I always made sure to come up with some variation. In fact, I think in most cases, you would never know what the original source could be. Maybe not in every case — but in most cases. So most of the comparisons rest on the lyrics. And Robert was supposed to change the lyrics, and he didn't always do that -- which is what brought on most of the grief. They couldn't get us on the guitar parts of the music, but they nailed us on the lyrics. We did, however, take some liberties, I must say [laughs]. But never mind; we did try to do the right thing.Джимми Пейдж, интервью журналу Guitar World
«…Дело в том, что всё это были народные тексты, и они появились задолго до того, как родились те <блюзовые> исполнители, с именами которых сегодня их принято ассоциировать», — добавлял гитарист.
После выхода альбома Led Zeppelin II споры об авторстве возобновились. Вступление к «Bring It On Home» было заимствовано из записанной в 1963 году версии Сонни Боя Уильямсона песни Вилли Диксона того же названия. «The Lemon Song» включала в себя адаптированный фрагмент «Killing Floor», песни Хаулин Вулфа. В 1972 году Arc Music, издательское крыло Chess Records, предъявило Led Zeppelin иск, обвинив группу в нарушении авторских прав. Дело было улажено вне суда, сумма выплаты не разглашалась. Кроме того, «Whole Lotta Love» содержала часть текста, заимствованного из песни Вилли Диксона 1962 года «You Need Love». В 1985 году Диксон подал на Led Zeppelin в суд, дело было улажено частным образом и с тех пор имя Диксона значится в числе авторов. Впоследствии Led Zeppelin вынуждены были ещё раз выплатить вне суда денежную компенсацию за квазиплагиат издателям Ричи Валенса (композиция «Boogie with Stu» с Physical Graffiti).
Музыкальные критики указывают, что ещё в довоенной традиции дельта-блюза для исполнителя было привычным делом заимствовать куплеты из современных ему источников, досочинить мелодию или аранжировку и исполнять песню как свою собственную. Послевоенное поколение (Вилли Диксон, Хаулин Вулф, Мадди Уотерс), на которое ориентировались Led Zeppelin, в свою очередь, творчески перерабатывало ностальгические мотивы дельта-саунда. Фольклористы называют такие переходящие из песни в песню фрагменты «плавающей лирикой» (англ. floating lyrics), по определению Карла Линдала, «…строки, которые в фолк-сообществе циркулировали так долго, что исполнителям, погруженным в традиционную музыку, сами собой первыми приходили на ум; их беспрерывно переаранжировывали, иногда бессознательно, чтобы подогнать под свой стиль и эстетику окружающей среды». Вуд замечает, что плагиат предполагает скрытность заимствования, а использование и переработка музыкантами Led Zeppelin музыкальных фрагментов, источники которых несомненно опознавались коллегами по сцене, скорее следует рассматривать как оммаж.
В 2020 году после нескольких лет разбирательств Апелляционный суд девятого округа США вынес решение в пользу группы по иску о признании вступления к «Stairway to Heaven» плагиатом инструментальной композиции «Taurus» рок-группы Spirit. Решение стало важным юридическим прецедентом, так как окончило многолетнюю практику применения в спорах о плагиате в девятом округе «правила обратного соотношения» (inverse ratio rule) (чем более доступно более раннее произведение, тем ниже стандарт доказывания существенного сходства), потерявшего исходный смысл в эпоху стриминговых сервисов.

## Наследие и влияние

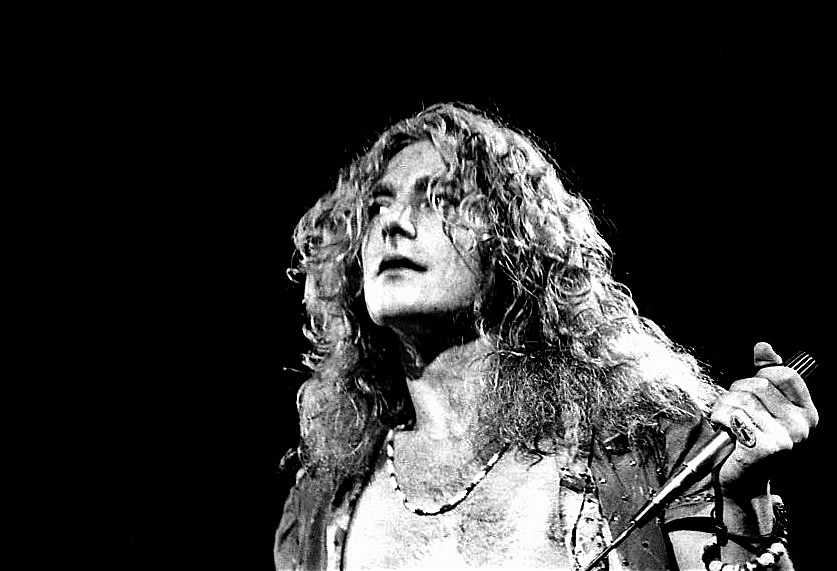
Вокальный стиль Планта сильно повлиял на рок-музыку, в то время как его грива из длинных светлых волос и мощный, обнажённый вид, помог создать архетип «бога рока». В 2011 году читатели Rolling Stone назвали его величайшим вокалистом всех времён.

Led Zeppelin оказали определяющее влияние на развитие современного рока, и многие музыканты следующих поколений говорили о группе как об основополагающем первоисточнике их творчества. Фронтмен Foo Fighters Дэйв Грол в эссе, написанном для журнала Rolling Stone (2004), писал: «Без Led Zeppelin не было бы хеви-метала, а если бы и был он, то был бы дрянным».

Они, вне всяких сомнений, — моя любимая группа всех времён. Я учился играть на ударных, слушая пластинки Led Zeppelin, по ним же я изучал работы Джимми Пэйджа — как акустические, так и электрические. Я не учился в колледже, я и в школе-то недоучился. Я выпускник <института> Led Zeppelin! Для меня они как члены семьи, которые были рядом со мной долгие годы.Оригинальный текст (англ.)They are without a doubt my favourite band of all time. I learned how to play drums by listening to Led Zeppelin records, and I studied Jimmy Page’s acoustic and electric guitar work. I didn’t go to college — I’m a high school drop-out. I studied Led Zeppelin! They seem like a family, they feel like a family that had been around for a long time.— Дэйв Грол, журнал Kerrang!, 2009
Оззи Осборн рассказывал, что когда впервые услышал «Dazed and Confused», испытал «ощущение, будто… мир остановился». Экс-вокалист Black Sabbath говорил в 1990 году, что от Led Zeppelin у него по-прежнему бегут «мурашки по коже», упоминая «невероятную» срединную секцию «Whole Lotta Love». По словам Осборна, ранние альбомы группы были отмечены фантастической студийной работой: «Похоже, никто ничего подобного сделать уже не пытается. Я равного <этому> точно не слышал. <Зато> имитировать Zeppelin берутся многие».
Сильнейший эффект произвели Led Zeppelin на Билла Келлихера, гитариста Mastodon. «Я подумал: они что, в союзе с дьяволом? Приносят в жертву девственниц?.. Меня поразило, насколько они звучали зловеще». «Zeppelin — один из главных источников вдохновения в моей жизни. Их способность к эволюции, то как они менялись от альбома к альбому, всегда поражала меня. Они были истинными мастерами своего искусства; именно они научили меня <стремиться к> обретению внутренней свободы», — рассказывал Деррик Грин (Sepultura). О том, что музыка Led Zeppelin обладает редким свойством не надоедать, говорил и Джастин Хокинс, фронтмен Darkness и Hot Leg: «Communication Breakdown — рингтон моего телефона, а мелодия 'Good Times, Bad Times' будит меня по утрам. Проблема в том, что <когда я слышу их> у меня не возникает желания ни отвечать на звонок, ни нажимать кнопку будильника».
Слэш, гитарист Guns N' Roses, называл Led Zeppelin «королями рок-н-ролльного риффа» (своими любимыми называя «Black Dog», «Out on the Tiles» и «Bring It on Home». «Они выбросили за борт весь <тогдашний> свод законов… Ранние Led Zeppelin оказали на нашу группу решающее влияние, я осознаю это всё больше — по мере того, как мы развиваемся», — говорил Джаред Лето, фронтмен 30 Seconds to Mars.
Кори Тейлор из Slipknot считает вокальное исполнение в «Since I’ve Been Loving You» лучшим во все времена. «Led Zeppelin впервые внесли в массовое сознание ауру мистицизма и ощущение опасности. Они — прототип идеальной рок-группы», — говорил он.
Led Zeppelin продолжали оказывать влияние на развитие современной рок-музыки и спустя десятилетия после распада. «The New Rolling Stone Record Guide» отмечал, что одна уже только «Whole Lotta Love» послужила отправной точкой для творчества таких групп, как Aerosmith, Guns N' Roses и Van Halen). Брайан Мэй, гитарист Queen, по его собственным словам, «величайший фанат Led Zeppelin в мире», рассказывал, что саундчек всегда начинает с «The Immigrant Song» — «просто ради того, чтобы насладиться величием этих звуков». В числе тех, кто говорил о фундаментальном влиянии группы на формирование их творческого мировоззрения, были Иэн Эстбери (The Cult), называвший Led Zeppelin величайшим британским концертным бэндом и отмечавший значение «мистической ауры», сопровождавшей группу, Энн Уилсон из Heart, Kiss, Cheap Trick, Judas Priest, Metallica, Megadeth, The White Stripes, Тори Эмос, The Black Crowes, Alice Cooper, Кати Мелуа и многие другие.

## Дискография

### Студийные альбомы
- 1969 — Led Zeppelin (Atlantic Records)
- 1969 — Led Zeppelin II (Atlantic Records)
- 1970 — Led Zeppelin III (Atlantic Records)
- 1971 — Led Zeppelin IV (Atlantic Records)
- 1973 — Houses of the Holy (Atlantic Records)
- 1975 — Physical Graffiti (Swan Song)
- 1976 — Presence (Swan Song)
- 1979 — In Through the Out Door (Swan Song)
- 1982 — Coda (Swan Song)

## Участники
Участники группы
- Роберт Плант — ведущий вокал, губная гармоника (1968—1980; 1985, 1988, 1995, 2007)
- Джимми Пэйдж — гитара, терменвокс, концертный бэк-вокал (1968—1980; 1985, 1988, 1995, 2007)
- Джон Пол Джонс — бас-гитара, клавишные, иногда бэк-вокал (1968—1980; 1985, 1988, 1995, 2007)
- Джон Бонэм — ударные, перкуссия, иногда бэк-вокал (1968—1980; умер в 1980)

Концертные музыканты
- Тони Томпсон — ударные (1985)
- Фил Коллинз — ударные (1985)
- Пол Мартинес[англ.] — бас-гитара (1985)
- Джейсон Бонэм — ударные (1988, 1995, 2007)
- Майкл Ли[англ.] — ударные (1995; умер в 2008)

## Фильмография
- «The Song Remains The Same» (1976) — видеозапись концерта в Мэдисон Сквер Гарден.
- «Led Zeppelin» (2 DVD, 2003) — сборник неиздававшихся видеобутлегов и телезаписей концертов.
- «Celebration Day» (DVD, 2012) — видеозапись концерта в O2 Арена в 2007 году.

## Комментарии
1. ↑  Впоследствии участники группы несколько раз воссоединялись для отдельных выступлений
2. ↑  Имеется в виду, что английское прилагательное lead имеет два значения и два варианта произношения: [led] в смысле «свинцовый» и [liːd] в смысле «ведущий».
3. ↑  Речь шла об упоминавшемся 'Керрангом' составе, который планировали создать во времена записи 'Beck’s Bolero' Пейдж, Мун и Ники Хопкинс; Пейдж подтверждал, что в числе претендентов, помимо Энтуистла, рассматривались Стив Марриотт и Стив Уинвуд.
4. ↑  Некоторые вещи, тогда исполнявшиеся, оказались незаписанными, в частности, «Flames» Элмера Гантри и «As Long As I Have You» Гарнетт Миммс, известная в интерпретации Дженис Джоплин.
5. ↑  Bron-Yr-Aur. В названии трека «Bron-Y-Aur Stomp» на обложке была допущена случайная ошибка.
6. ↑  Согласно другим источникам, смена студий была вызвано тем, что для качественного сведения материала мощностей передвижной студии оказалось недосточно.
7. ↑  Уровень алкоголя в крови Бонэма оказался равен 0,5